# Hypena nasutalis
Hypena nasutalis är en fjärilsart som beskrevs av Achille Guenée 1862. Hypena nasutalis ingår i släktet Hypena och familjen nattflyn. Inga underarter finns listade i Catalogue of Life.